# Vuurtoren van Pelikaanpunt
De Vuurtoren van Pelikaanpunt is een vuurtoren aan het westelijk strand van Walvisbaai in Namibië. De vuurtoren dient om de uithoek van het schiereiland aan te duiden.
In 1915 werd op deze plaats een lantaarn op een houten paal geplaatst. In 1932 werd deze constructie door de Zuid-Afrikaanse autoriteiten vervangen door een gietijzeren vuurtoren. In 1961 werd in de toren een dioptrische draailens geïnstalleerd. De vuurtoren werd ook uitgerust met een elektrische misthoorn, een radio- en een radarbaken.
In 1988 werd een Zuid-Afrikaanse postzegel van 16 c uitgegeven met een afbeelding van de vuurtoren.